# 3864 Soren
A 3864 Soren (ideiglenes jelöléssel 1986 XF) a Naprendszer kisbolygóövében található aszteroida. Poul Jensen fedezte fel 1986. december 6-án.